# Gefalteter Schwaden
Der Gefaltete Schwaden (Glyceria notata), auch Falt-Schwaden, Gefaltetes Süßgras oder Faltiges Süssgras genannt, ist eine Pflanzenart aus der Gattung Schwaden (Glyceria) innerhalb der  Familie der Süßgräser (Poaceae).

## Beschreibung

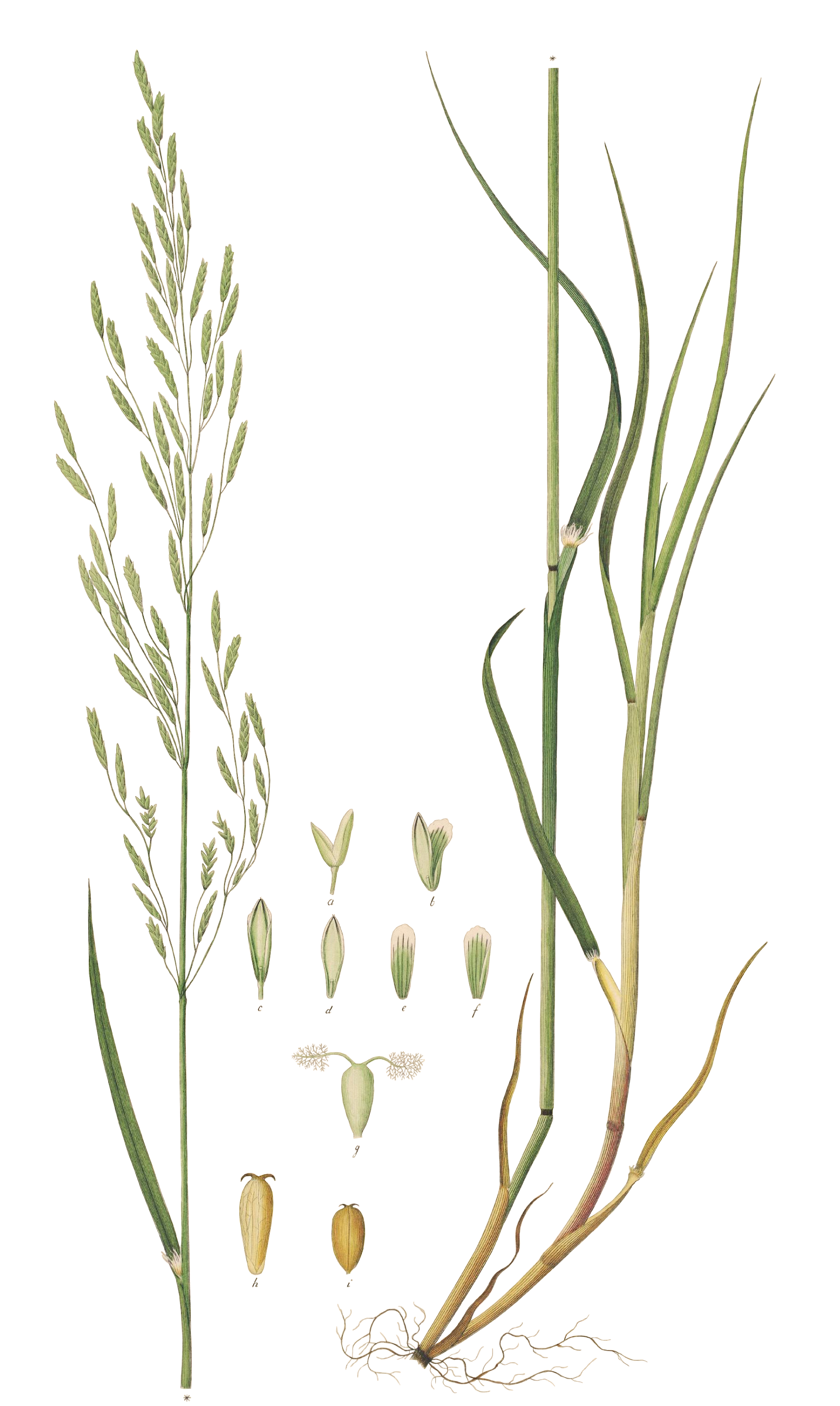
Illustration aus Flora Danica

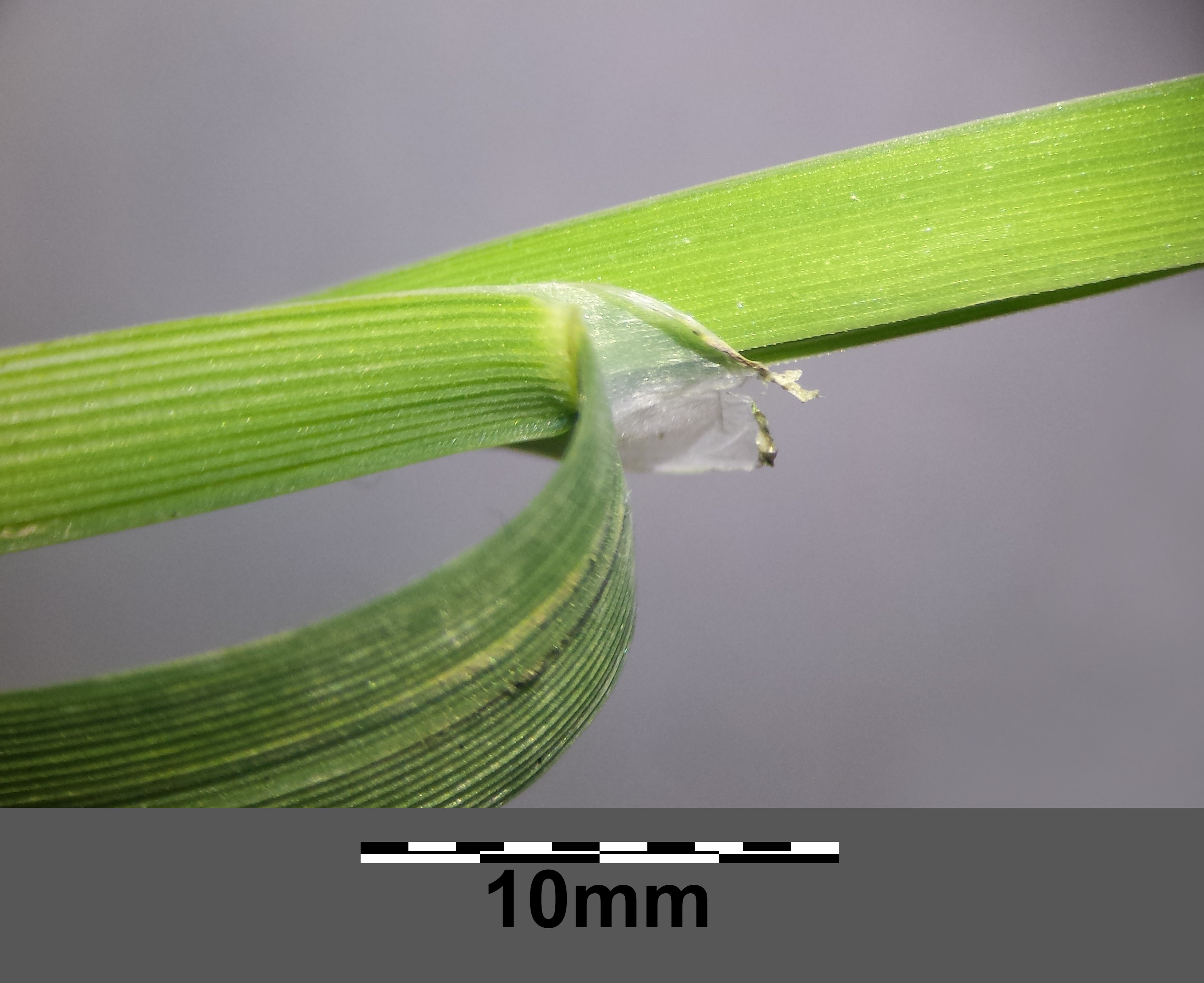
Blatthäutchen

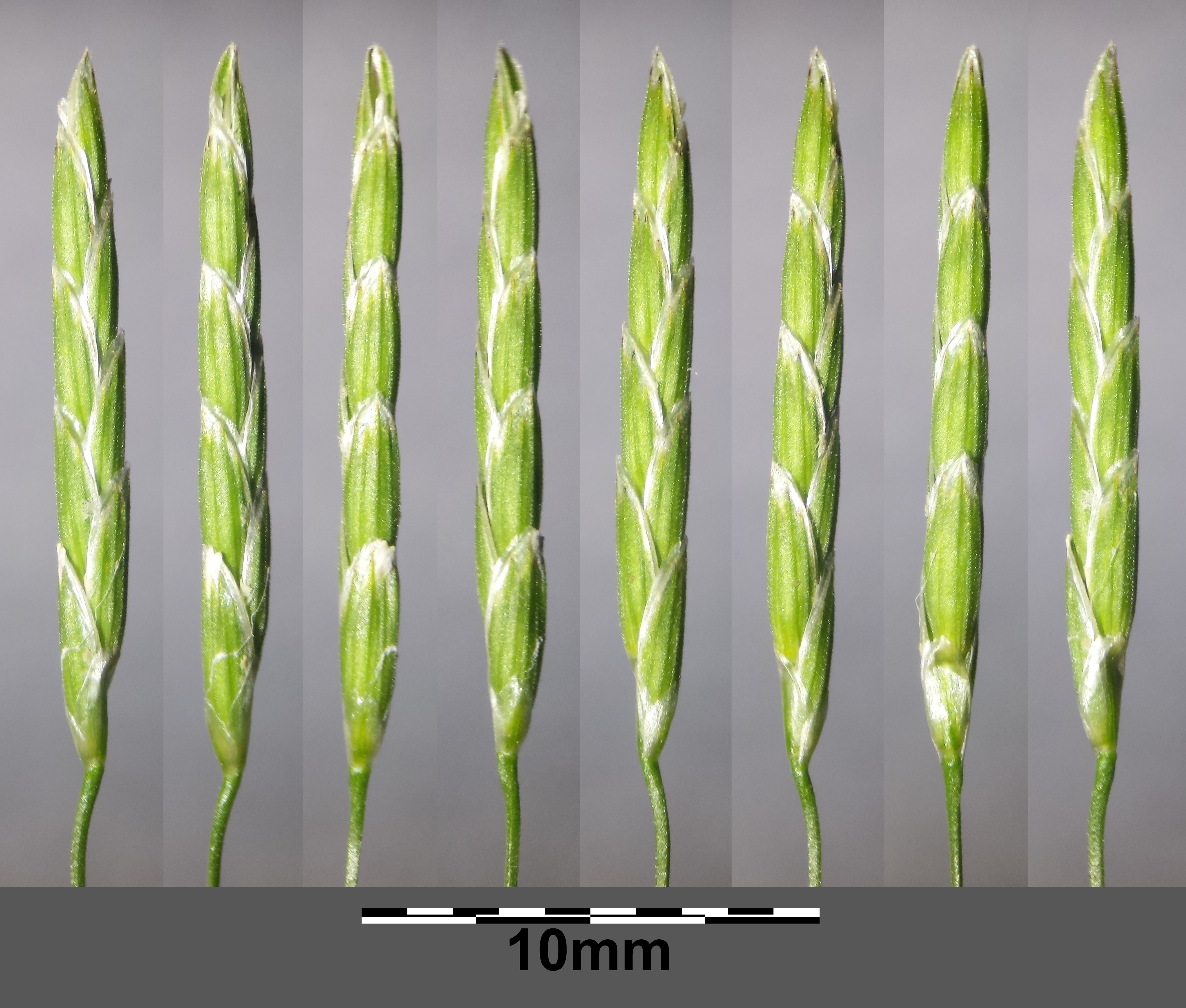
Ährchen

### Vegetative Merkmale
Der Gefaltete Schwaden ist eine ausdauernde krautige Pflanze. Die niederliegenden oder flutenden Halme sind 10 bis 70 Zentimeter lang, kriechen und wurzeln an den Knoten. Die Knoten sind kahl.
Die wechselständig am Halm angeordneten Laubblätter sind in Blattscheide und Blattspreite gegliedert. Das Blatthäutchen ist 2 bis 6 Millimeter lang, ein am oberen Ende abgerundeter häutiger Saum. Die Blattscheiden sind bis obenhin geschlossen und seitlich zusammengedrückt. Die Blattspreite ist 5 bis 30 Zentimeter lang und 5 bis 10 Millimeter breit.

### Generative Merkmale
Die Blütezeit reicht von Juni bis August. Der rispige Blütenstand ist schlank, 10 bis 30, selten bis zu 45 Zentimeter lang, oft unterbrochen und mehr oder weniger allseitswendig. die meist drei bis fünf unteren Seitenäste sind von der Hauptachse abgehend. Der längste Seitenast ist bis zu 12 Zentimeter lang und trägt 5 bis 15 Ährchen, die übrigen sind kürzer und tragen nur 1 bis 5 Ährchen. Die hellgrünen Ährchen sind bei einer Länge von etwa 10, selten bis zu 25 Millimetern sowie einer Breite von 1,5 bis 2 Millimetern schlank sowie spindelförmig und enthalten sieben bis zwölf Blüten. Die untere Hüllspelze ist mit einer Länge von 1,5 bis 2,5 Millimetern kürzer als die obere, die 2,5 bis 4 Millimeter lang ist. Die Deckspelzen sind 3,5 bis 4,5 Millimeter lang, stumpf, wellig gestutzt oder undeutlich dreizähnig, mit sieben starken Nerven und ohne Granne. Die Vorspelzen sind zweinervig, am oberen Ende etwas eingekerbt. Die Staubbeutel sind oft gelb und 1 bis 1,5 Millimeter lang.
Die Chromosomenzahl beträgt 2n = 40.

## Vorkommen
Der Gefaltete Schwaden kommt von Europa bis ins nordwestliche China und bis Pakistan vor. Es gibt auch Vorkommen im nordwestlichen Afrika in Marokko, Algerien und Tunesien. In Europa kommt er in fast allen Ländern vor und fehlt nur in Portugal, Island, Slowenien, in der Slowakei und in Nordmazedonien.
Der Gefaltete Schwaden steigt in den Alpen bis zu einer Höhenlage von etwa 2000 Metern auf. In Graubünden erreicht er auf der Alp Saluver sogar 2070 Meter.
Der Gefaltete Schwaden gedeiht im Röhricht von Bächen und Gräben in meist langsam fließenden Gewässern auf sehr nährstoffreichen und basenreichen, oft kalkhaltigen, humosen Schlammböden. Er ist licht- und wärmeliebend. Glyceria notata ist eine Charakterart des Glycerietum plicatae aus dem Verband Glycerio-Sparganion, kommt aber auch in Pflanzengesellschaften des Verbands Bidention vor.
Die ökologischen Zeigerwerte nach Landolt et al. 2010 sind in der Schweiz: Feuchtezahl F = 4+w+ (nass aber stark wechselnd), Lichtzahl L = 3 (halbschattig), Reaktionszahl R = 4 (neutral bis basisch), Temperaturzahl T = 3 (montan), Nährstoffzahl N = 4 (nährstoffreich), Kontinentalitätszahl K = 3 (subozeanisch bis subkontinental).

## Taxonomie und Systematik
Die Erstbeschreibung von Glyceria notata erfolgte 1827 durch François Fulgis Chevallier in Flore des Environs de Paris, Band 2, Seite 174. Sie ist in älteren Floren meist als Glyceria plicata (Fr.) Fr. bezeichnet, wie Fries in Novitiarum Florae Suecicae Mantissa, Band 3, 1843, Seite 176 sie als Art publizierte; das Basionym dazu ist Glyceria fluitans var. plicata E.M.Fries in Novitiarum Florae Suecicae Mantissa, Band 2, 1839, Seite 6. Weitere Synonyme für Glyceria notata Chevall. sind: Glyceria fluitans var. plicata (Fr.) Griseb., Glyceria acutiuscula H.Scholz, Glyceria turcomanica Kom., Panicularia plicata (Fr.) Druce. Das Artepitheton "plicata" bedeutet „gefaltet“ und das Artepitheton "notata" bedeutet „gezeichnet“.
Der Gefaltete Schwaden bildet mit dem Flutenden Schwaden (Glyceria fluitans (L.) R.Br.) die Hybride Glyceria × pedicellata F.Towns.